# Chick Fight - Le ragazze del ring
Chick Fight - Le ragazze del ring (Chick Fight) è un film del 2020 diretto da Paul Leyden.
Commedia e d'azione con, tra gli interpreti, Malin Åkerman, Bella Thorne, Kevin Connolly, Kevin Nash, Dominique Jackson, Fortune Feimster e Alec Baldwin.

## Trama
Anne sta passando un periodo difficile: è depressa e ha appena perso il lavoro. La sua amica Charleen la porta quindi ad un fight club frequentato da sole donne per aiutarla ad aumentare la sua autostima e ritrovare la fiducia in sé stessa.

## Produzione
Nel settembre 2019, è stato annunciato che Malin Åkerman si era unita al cast del film e avrebbe lavorato come produttrice con Paul Leyden alla regia da una sceneggiatura di Joseph Downey.

## Colonna sonora
La colonna sonora è stata scritta e prodotta da Benson Taylor, Taylor ha anche registrato una canzone con la band di Los Angeles, Bones UK, la canzone compare brevemente nel trailer ufficiale pubblicato il 6 ottobre 2020.

## Distribuzione
Nel settembre 2020, Quiver Distribution e Redbox Entertainment e Amazon Prime Video hanno acquisito i diritti di distribuzione del film.